# Brandi Bae
Brandi Bae (Sacramento, California; 23 de mayo de 1995) es una actriz pornográfica y modelo erótica estadounidense.

## Biografía
Brandi Bae, nombre artístico, nació y se crio en la ciudad de Sacramento, capital del estado de California. A los 18 años se trasladó a San Francisco, donde comenzó a trabajar como gerente de ventas para la marca de Victoria's Secret. Tras dejar dicho trabajo comenzó a bailar como estríper en algunos clubes de la ciudad.
A finales del año 2016 firmó su primer contrato con la agencia de modelaje East Coast Talents, quien le promovió las primeras sesiones fotográficas y los primeros cástines, debutando como actriz pornográfica meses después, ya en 2017, a los 21 años. Su primera película fue Big Tit Office Chicks, del estudio Devil's Film.
Como actriz ha trabajado para productoras como Bangbros, Evil Angel, Reality Kings, Mile High, Elegant Angel, Girlfriends Films, Naughty America, Hard X, Aziani, Archangel o 3rd Degree, entre otras.
A comienzos de 2018 grabó su primera escena de sexo de doble penetración en la película My Ass 4, con los actores James Deen y John Strong para el estudio Archangel.
Ha rodado más de 110 películas como actriz.
Algunas películas suyas son Anal Darlings, Big Anal Asses 7, Don't Tell My Wife I Buttfucked Her Best Friend 8, First Timers, Gorgeous Women 3, It's a Brotha' Thing!, Lex's Breast Fest 8 o My Stepsister Is Stacked.

## Premios y nominaciones
| Año  | Ceremonia         | Resultado | Premio                        | Trabajo              |
| ---- | ----------------- | --------- | ----------------------------- | -------------------- |
| 2018 | Nightmoves        | Nominada  | Best New Starlet              | —                    |
| 2019 | Premios GAYVN     | Nominada  | Mejor escena de sexo bi       | We Swing Both Ways 2 |
| 2019 | Spank Bank Awards | Nominada  | Boobalicious Babe of the Year | —                    |